# محمدحسین مهرآزما
محمدحسین مهرآزما (زاده ۲۵ شهریور ۱۳۶۷ - تهران) یک بازیکن فوتبال اهل ایران است.
کارت معافیت از سربازی وی در جریان جنجال کارت معافیت بازیکنان فوتبال ابطال شد.